# Шайдаров, Серик Жаманкулович
Серик Жаманкулович Шайдаров (каз. Серік Жаманқұлұлы Шайдаров; род. 3 марта 1965, Атасу, Жанааркинский район, Карагандинская область, Казахская ССР) — казахстанский государственный деятель. Аким города Жезказгана (2013—2014) и ряда районов Карагандинской и Улытауской областей. Депутат сената парламента Казахстана от Улытауской области (с 2022).

## Биография
Родился 3 марта 1965 года в посёлке Атасу (ныне Жанаарка) Жанааркинского района Карагандинской области (с 1973 года район входит в состав Джезказганской (c 2022 года — Улытауской) области).
В 1990 году окончил Карагандинский политехнический институт по специальности «инженер-строитель», в 2001-м — Карагандинский государственный технический университет по специальности «экономист».

## Трудовая деятельность
Трудовую деятельность начал в 1990 году инженером, затем начальником отдела управления производственно-технологической комплектации (УПТК) производственного строительно-эксплуатационного объединения (ПСЭО) «Джезказганмелиорация».
В 1991—1992 гг. — главный инженер УПТК, начальник отдела, заместитель управляющего трестом «Иртышканалстрой», начальник УПТК КП «Иртышканалстрой».
С февраля 1994 года — на государственной службе.
В 1994—2007 гг. — заместитель главы администрации (с 1995 года — акима), первый заместитель акима, с 1997 года — аким Жанааркинского района Карагандинской области.
В 2007—2011 г. — аким Нуринского района Карагандинской области.
В 2011—2013 гг. — начальник управления природных ресурсов и регулирования природопользования акимата Карагандинской области.
В 2013—2014 гг. — аким города Жезказгана.
В 2014—2017 гг. — аким Абайского района Карагандинской области.
В 2017—2022 гг. — заместитель акима Карагандинской области по вопросам развития агропромышленного комплекса, охраны окружающей среды и регулирования природопользования.
С 26 августа 2022 года — депутат Сената Парламента Республики Казахстан от Улытауской области, секретарь Комитета по экономической политике, инновационному развитию и предпринимательству.

## Награды
Орден «Курмет» (2005).